# いわせとみきの金鯱塾
いわせとみきの金鯱塾（いわせとみきのきんしゃちじゅく）は、2014年6月からFM愛知で毎週火曜日21：00～放送している教育バラエティ番組。

## 出演者
- 女優小鹿みき
- 名古屋ピンクリボンフェスタPR大使いわせてつや
- 南知多町観光釣り大使岩月大地
- ミュージシャン岩切優弥
- ダーツプレイヤー前田祐希
- マルチデザイナー加藤タクヤ